# Mercedes-Benz W191
Mercedes-Benz 170 S är en personbil, tillverkad av den tyska biltillverkaren Mercedes-Benz mellan maj 1949 och augusti 1953.

## W136 170 S (1949-51)
Mercedes-Benz första efterkrigskonstruktion Typ 170 S var en lyxigare utveckling av W136-temat. På chassisidan märktes en ny framvagn med dubbla länkarmar och skruvfjädrar, samt en större motor. Karossen var ny, men långt ifrån modern, då den uppvisade tydliga drag av mellankrigsmodellen W153 230.  Bilen tillverkades dels som sedan, dels i två cabriolet-utföranden. Trots skillnaderna fick den första versionen av 170 S behålla internkoden W136.
Produktionen uppgick till 28 764 sedaner och 2 433 cabrioleter.

## W191 170 Sb/DS (1952-53)
Typ 170 Sb/DS efterträdde i januari 1952. Samtidigt som den sexcylindriga W187 220 presenterades, fick 170 S nu en egen internkod. W191 fanns bara med sedankaross, de exklusiva tvådörrarskarosserna byggdes nu med den sexcylindriga motorn. Att det tillkom ett nytt motoralternativ med dieselvarianten 170 DS, var bara ännu ett tecken på att 170 S nu hade degraderats.
Produktionen uppgick till 8 094 Sb och 12 985 DS

## Motor
| Modell | Motor                        | Cylindervolym | Effekt | Bränslesystem    |
| ------ | ---------------------------- | ------------- | ------ | ---------------- |
| 170 S  | M136 III: 4-cyl radmotor sv  | 1767 cm³      | 52 hk  | Solex-förgasare  |
| 170 DS | OM636 VI: 4-cyl radmotor ohv | 1767 cm³      | 40 hk  | Bosch dieselpump |

## Bilder

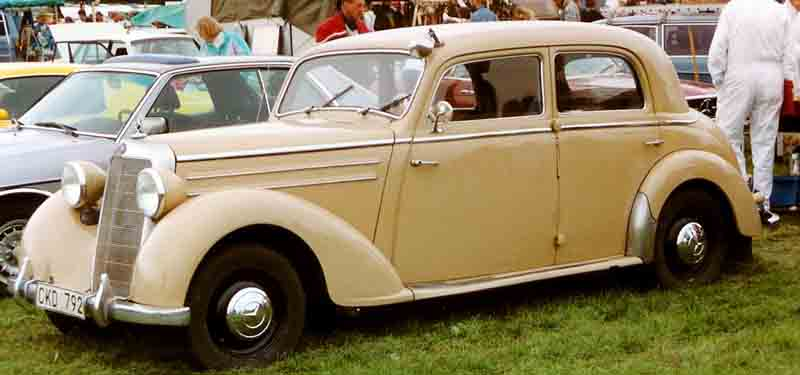
Limousine
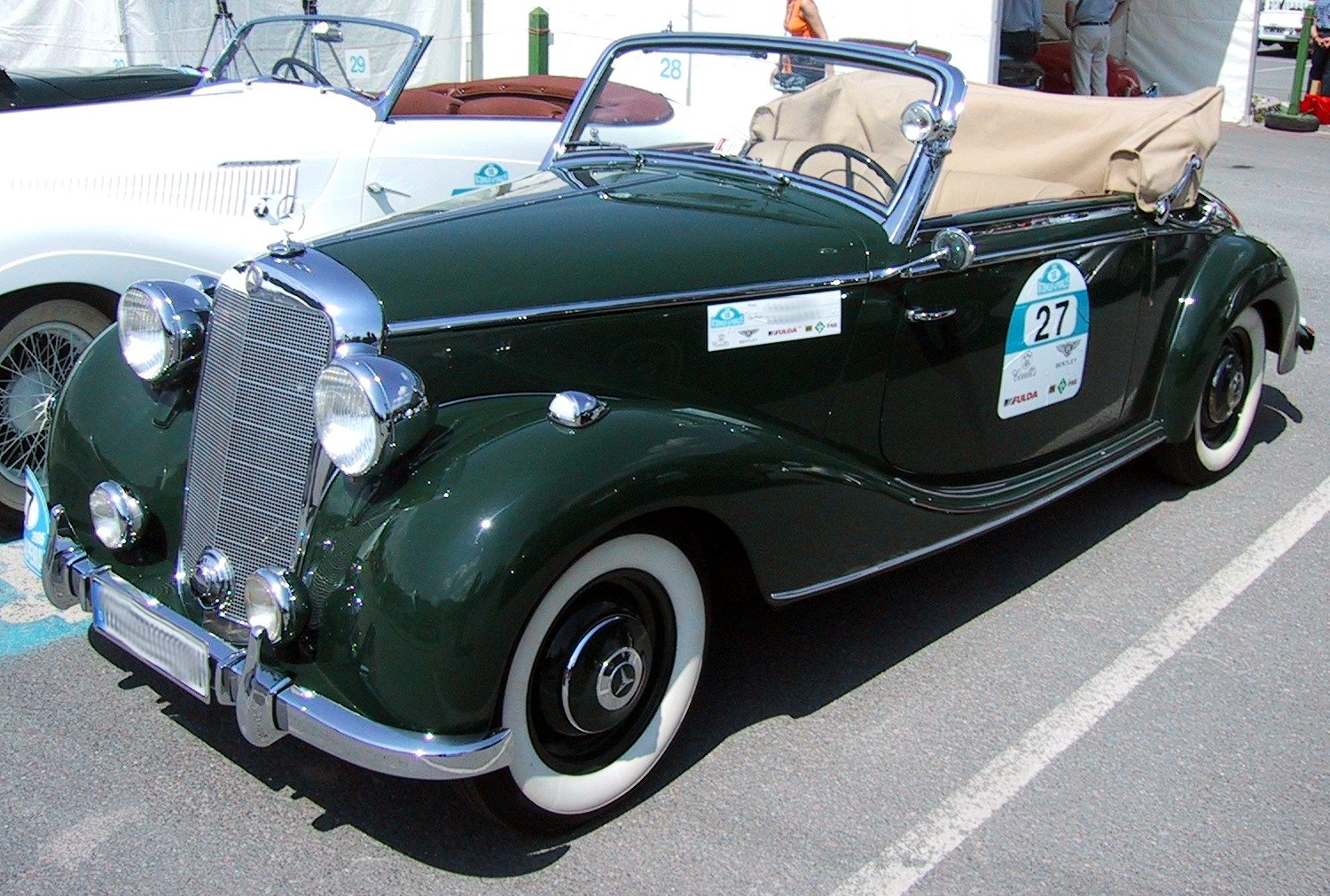
Cabriolet A
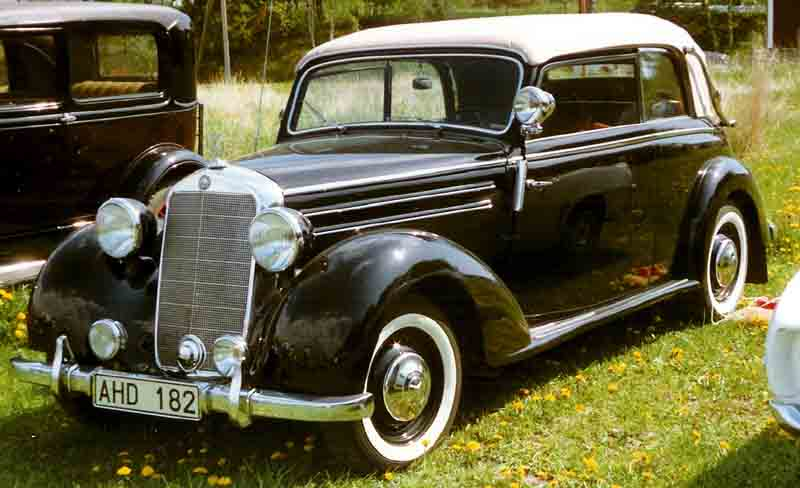
Cabriolet B